# Nikola Radović
Nikola Radović (szerb cirill betűkkel Никола Радовић; Nikšić, 1933. március 20. – Kosovska Mitrovica, 1991. január 28.) olimpiai ezüstérmes montenegrói labdarúgó.
A jugoszláv válogatott tagjaként részt vett az 1956. évi nyári olimpiai játékokon és az 1958-as világbajnokságon.

## Sikerei, díjai
BSK Beograd
- Jugoszláv kupa (1): 1952–53

Hajduk Split
- Jugoszláv bajnok (1): 1954–55

Jugoszlávia
- Olimpiai ezüstérmes (1): 1956